# 新桥水库 (靖边)
新桥水库是中国陕西省榆林市靖边县境内的一座水库，位于红柳河上，建于1961年。水库正常库容为2700万立方米，集雨面积为845平方千米，海拔为1361.2米。